# Frank Ripploh
Frank Ripploh (també conegut com a Peggy von Schnottgenberg) (Rheine, Westfàlia, 2 de setembre de 1949 - Ídem, 24 de juny de 2002) va ser un actor, guionista i director alemany.

## Biografia
Ripploh va aconseguir la fama amb la seva pel·lícula Taxi zoom Klo (Taxi al W.C.; 1980), en la qual ell mateix era protagonista, guionista i director. Ripploh treballava a Berlín com a professor d'una Hauptschule i hi havia sortit de l'armari per pròpia voluntat apareixent a la portada de la revista Stern en 1978, la qual cosa va tenir com a conseqüència que estava previst que fos disciplinat per les autoritats escolars. Després de l'estrena de la seva pel·lícula, es va convertir instantàniament en una celebritat i la seva pel·lícula en una obra de culte en l'era anterior al sida. La pel·lícula, rodada amb un pressupost de 100.000 DM, va aconseguir el premi Max Ophüls en 1981.
Taxi al W.C. no va ser la seva primera pel·lícula, ja que havia treballat amb el pseudònim de Peggy von Schnottgenberg com antologista d'històries curtes i actor en les pel·lícules Axel von Auersperg i Monolog eines Stars («Monòleg d'una estrella») de Rosa von Praunheim, així com en dues pel·lícules de Ulrike Ottinger, Betörung der blauen Matrosen («Fascinació del mariner blau») i Madame X, juntament amb Tabea Blumenschein, que apareixeria després en un paper a Taxi al W.C..
En 1978 Ripploh havia aixecat una mica d'interès amb un espectacle de diapositives sota el títol Blutsturz oder wie ein Stern in der Nacht («Vessament sanguini o com una estrella en la nit») que es va poder veure durant una setmana al Capitol Dahlem, un cinema alternatiu als voltants de la Universitat Lliure de Berlín. En 1979 va actuar en un petit paper en Execution - A Study of Mary («Execució: un estudi de Maria») sota la direcció d'Elfi Mikesch i en 1982 a Querelle, l'última pel·lícula de Rainer Werner Fassbinder, amb el qual ja havia treballat en un petit paper de gàngster en 1982 a Kamikaze 1989, una pel·lícula de ciència-ficció policíaca.
De 1992 a 1994 va col·laborar per lliure com a crític de cinema i realitzant entrevistes per a les revistes Stern i Die Woche. En els seus últims anys llogava pel·lícules de lluita lliure i va produir la pel·lícula pornogràfica Strip & Fick. En 2002 va morir de càncer.
Rosa von Praunheim va escriure en el seu obituari: 
| «                          | … Er war … eine bösartige Tucke und trotzdem habe ich ihn eine Zeitlang sehr geliebt. Er hatte … einen rabenschwarzen Humor und wir lachten uns oft tot über die Fehler unserer Liebhaber. | […] Era […] una marieta dolenta i malgrat això li vaig estimar durant algun temps. Tenia […] un humor més negre que la brea i sovint ens moríem de riure sobre els errors dels nostres amants [...] | » |
| — Rosa von Praunheim, 2002 | | |   |

## Filmografia (selecció)
- 1974: Axel von Auersperg (actor)
- 1975: Monolog eines Stars (actor)
- 1975: Betörung der blauen Matrosen (actor)
- 1977: Madame X – Eine absolute Herrscherin (actor i assistent de direcció)
- 1979: Execution - A Study of Mary (actor)
- 1980: Taxi zum Klo (guionista, director, protagonista)
- 1982: Querelle (actor)
- 1982: Kamikaze 1989 (actor)
- 1986: Miko – Aus der Gosse zu den Sternen (director i actor)
- 1987: Taxi nach Kairo (director i actor)
- 2001: Strip & Fick (director i productor)